# Arichanna plagiogramma
Arichanna plagiogramma là một loài bướm đêm trong họ Geometridae.